# Australiska köket
Australiska köket har skapats av Australiens bosättare och sedermera invånare. Genom större delen av Australiens historia har det australiska köket baserats på traditionell brittisk mat som tagits till landet av de första brittiska bosättarna.
Under 1800- och 1900-talet började mattraditioner från Medelhavet och Asien påverka det australiska köket, då många invandrare från områdena kom till Australien.
Nuförtiden är det australiska köket mycket globaliserat. Ekologisk, biodynamisk, kosher- och halalmat finns alla tillgängliga i Australien. Snabbmatskedjor finns över hela landet. Brittiska traditioner finns fortfarande i varierande grad, både i hushållsmatlaningen såväl som i takeawaybranschen, med pajer och fish and chips som exempel på rätter som är populära i Australien.
En rörelse för återupptagning av de gamla mattraditionerna startades av de australiska temarestaurangerna under mitten av 1980-talet. Upptäckten av kryddliknande inhemska växter formade grunden till ett gourmetkök. Vissa maträtter som aboriginerna uppskattat har dock inte gått hem hos gourmeterna, som känguru och emu.

## Frukost
Frukosten i Australien liknar frukosten i många västländer. På grund av det varma vädret på vissa ställen i Australien är frukosten ganska lätt men i de kallare regionerna är den lik den engelska frukosten med gröt och andra måltider. Den lätta frukosten består vanligtvis av müsli, toast och frukt. En tyngre frukost innehåller ofta bacon, ägg, svamp, bönor, korv, tomat och toast. Drycker som förtärs vid frukosten är bland annat te, kaffe, smaksatt mjölk eller juice.
En populär frukosträtt i Australien är Vegemite som används till toast eller bröd.

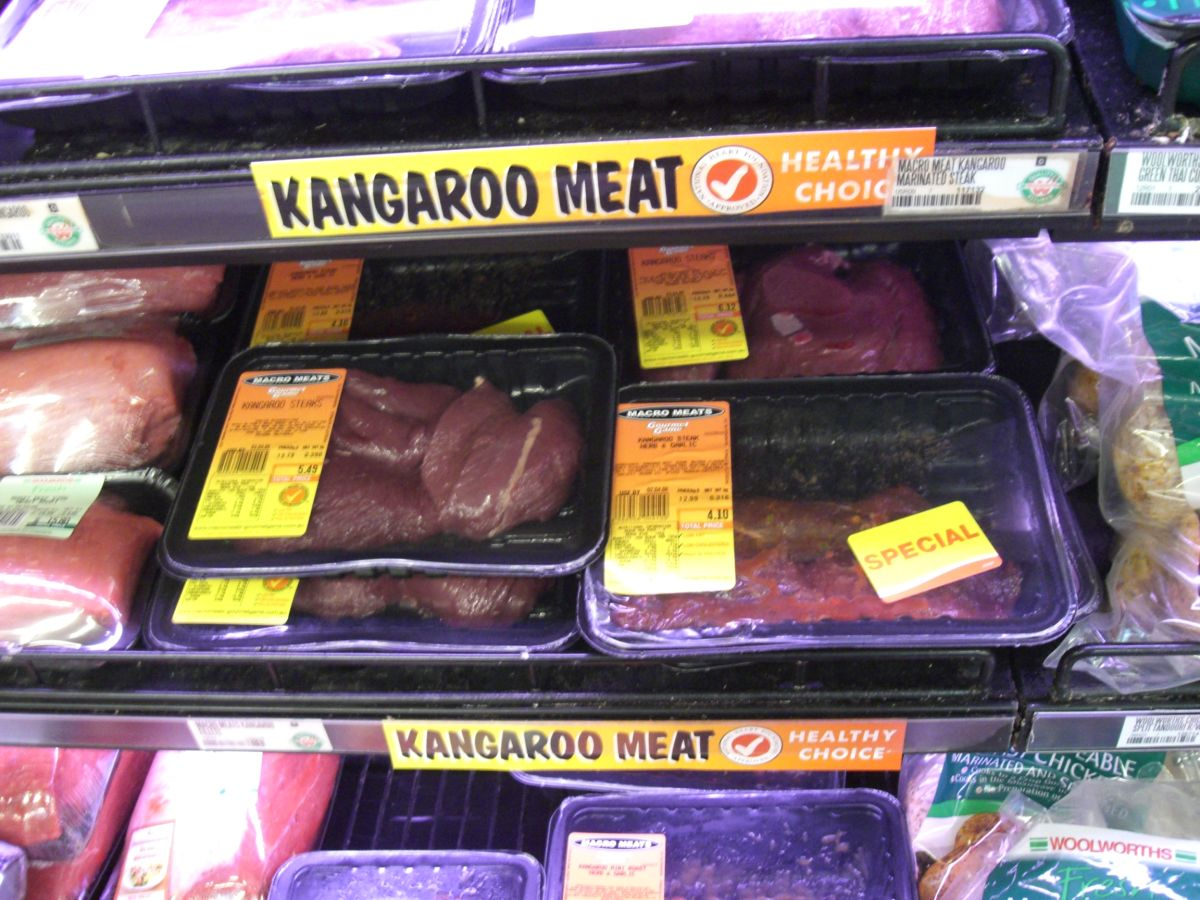
Kängurukött på en stormarknad.

## Middag
Kvällsmålet är dagens huvudmål för de flesta australiensare. Större delen av tiden äter man middagen hemma tillsammans med familjen eller hushållet. Maten varierar mycket beroende på familj. Vanliga maträtter är till exempel stek och grönsaker, pasta, pizza, grytor, grillad mat, grönsaker, soppor och snabbstekta maträtter.
En restaurang eller cafe i Australien som inte erbjuder något speciellt etniskt utbud serverar ofta mackor och focaccia, pasta, risotto, sallad eller curryrätter, stekar, kyckling eller andra köttbaserade rätter, kakor eller andra desserter och juice, rött- och vitt vin, läsk, öl och kaffe.

## Typisk australisk mat

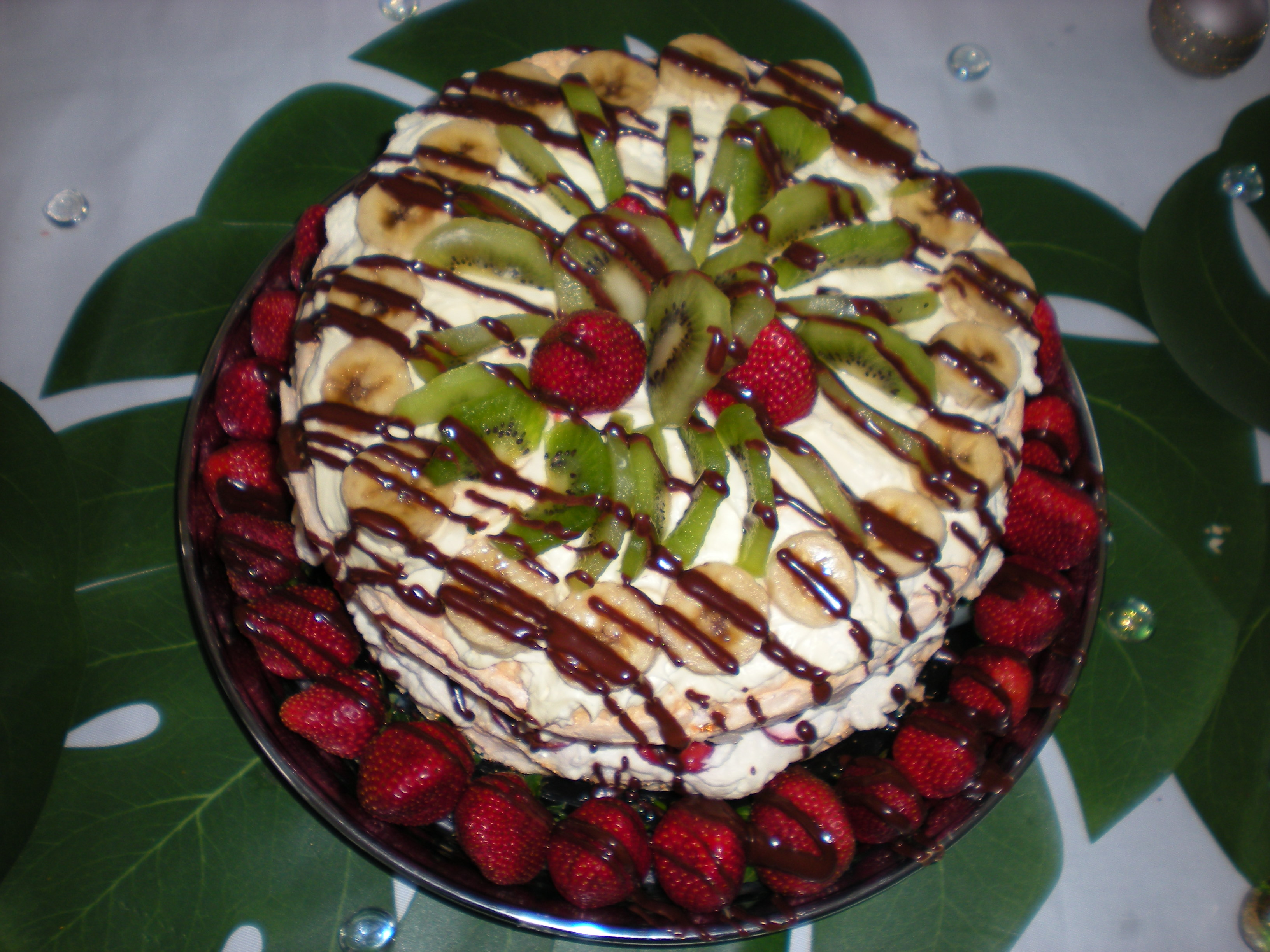
En pavlova garnerad med jordgubbar, bananer, kiwi och grädde.

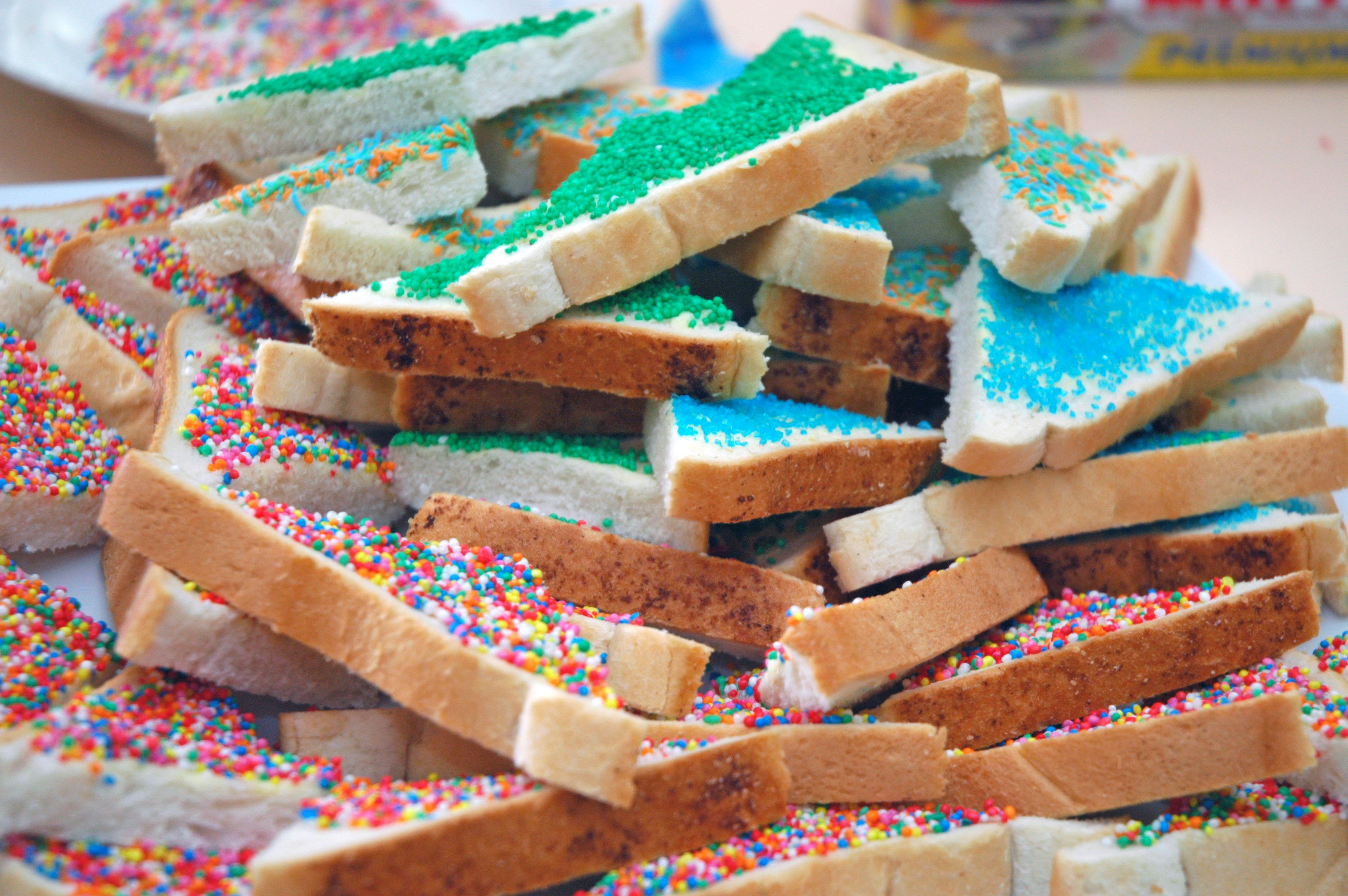
Fairy bred på ett barnkalas.

Ett typiskt australiskt mattillbehör är vegemite. Andra typiska rätter är drycken milo och macadamianötter. En variant av napoleonbakelsen, så kallad vanilla slice är populär. Pavlovan anses vara en australisk rätt även om det äldsta befintliga receptet är från Nya Zeeland.